# Moghols (Afganistan)
Els mogols són una comunitat ètnica de l'Afganistan. La llengua mogol va desaparèixer al segle xx. Viuen principalment al centre-oest de l'Afganistan, província de Ghor, i són nòmades; alguns grups es van separar al segle xix i XX i es van establir a altres llocs a l'Afganistan. Vers 1970 s'estimava que eren uns deu mil; no es poden considerar part dels hazares, també d'origen mongol o turc-mongol, i a diferència d'aquestos, que són xiïtes, els mogols són sunnites.
Van arribar al país amb el general Nikudar, al servei d'Hulagu, i foren coneguts com a nikudaris o karawnes. Aliats a la dinastia Kart d'Herat, aquestos mongols es van establir a la fortalesa de Kaysar, al sud de la província de Ghor, on van viure en endavant formant una ètnica diferenciada, conservant una llengua pròpia i els trets físics per una notable endogàmia. Si bé els trets físics no han desaparegut, la llengua s'havia extingit vers 1950, i van adoptar com a llengua el dari (persa) o el paixtu. Es creu que seran totalment assimilats pels afganesos en els propers anys.